# 灾难医疗
灾难医疗（英語：disaster medicine）是指为灾难幸存者提供医疗卫生方面的救助，并在医学方面引导災害管理、灾难反应和灾难恢复的医疗专科。
1. ↑  . 武汉市疾控中心. 2008-07-29.